# トム・ゴーラ
トーマス・ジョセフ・ゴーラ (Thomas Joseph Gola, 1933年1月13日 - 2014年1月26日) は、アメリカ合衆国の元バスケットボール選手。カレッジバスケ史上最高の選手の1人と目されており、またNBA選手としてはフィラデルフィア・ウォリアーズの1956年の優勝に貢献した。史上2人しかいないNCAA、NIT、NBAファイナルを制した選手の1人。1976年にはバスケットボール殿堂入りを果たした。

## 生い立ち
1933年1月13日にペンシルベニア州フィラデルフィアに誕生する。ラサール大学附属高校に通い、通算2,222得点を記録してフィラデルフィアの市最多記録を破り、オールアメリカンと州のオールチームに選ばれた。最終学年のシーズンには同校を市のチャンピオンシップに導いている。ゴーラの評判はすぐに広まり、ケンタッキー大学やノースカロライナ大学などの名門校から誘いを受けたが、ゴーラはそのままラサール大学に進学した。

### 大学キャリア
大学1年目の1951-52シーズンから17.4得点17.1リバウンドと活躍し、同校はゴーラに率いられてNIT（NCAAトーナメントと並ぶ全米規模のカレッジトーナメント）の決勝に進出。ウォルター・デュークス擁するシートン・ホール大学を降して見事に優勝を果たした。この試合で30得点を記録したゴーラは、トーナメントの最優秀選手に選ばれえた。3年目の1953-54シーズンには23.0得点21.7リバウンドを記録し、今度はNCAAトーナメントを制し、ゴーラは再びトーナメントの最優秀選手に選ばれた。最終学年となる翌1954-55シーズンも24.2ポ得点19.9リバウンドと好調を維持するも、連覇を目指したNCAAトーナメントでは決勝でビル・ラッセル、K.C.ジョーンズ擁するサンフランシスコ大学に破れ、惜しくも連覇は叶わなかった。大学通算成績は2,462得点2,201リバウンドとなり、得点とリバウンドで同校のキャリア通算成績記録を更新、2,201リバウンドはNCAA記録となっている。
ゴーラは古今のカレッジバスケ選手の中で、最も優秀な選手の一人と目されており、ビル・シャーマンは「彼は間違いなく最も偉大なカレッジ選手だった」と語っている。また大学時代のゴーラは名選手ポール・アリジンとしばしば比較された。プレースタイルも類似しており、共にラサール大学附属高校出身だった。大学時代の背番号『15』は同校の永久欠番となった。

## NBAキャリア
大学卒業後、ゴーラは1955年のNBAドラフトで地元のフランチャイズチーム、フィラデルフィア・ウォリアーズから地元出身の選手を指名できる地域ドラフトによる指名を受けてNBA入りを果たした。
ウォリアーズにはニール・ジョンストンにゴーラと同門のポール・アリジンという当時のNBAを代表する名選手が所属しており、このゴーラが入団する前の1954-55シーズンの得点ランキングでは両者が1位2位を独占していた。しかしウィリアーズは1954年から導入されたショットクロック（24秒ルール）にうまく対応できず、33勝39敗を記録し地区最下位に沈んでおり、ウォリアーズはアップテンポな試合を展開できるプレイメーカーを探していた。そこに現れたのが、トム・ゴーラだった。
ゴーラの加入でウォリアーズは新シーズンを45勝27敗と大きく成績を伸ばし、地区最下位から一気にトップに躍り出た。ゴーラ自身は10.8得点9.1リバウンド5.9アシストを記録。このシーズン、ウォリアーズのオーナーエディー・ゴットリーブはヘッドコーチのジョージ・セネスキーをあえてチームオフィスに留まらせ、チームの指揮権をゴーラに委ねるという大胆な判断を降している。ウォリアーズはプレーオフも勝ち抜き、ファイナルでフォートウェイン・ピストンズを破り、悲願の初優勝を果たし、ゴーラはNIT、NCAAに続くビッグタイトルを手にした。
ゴーラは兵役に就くため、翌シーズンを全休。1957-58シーズンから復帰し、このシーズンには13.8得点10.8リバウンド5.5アシストと平均ダブル・ダブルを達成し、オールNBA2ndチームに選出される。4シーズン目の1959-60シーズンには怪物センターウィルト・チェンバレンが入団し、優勝後はやや停滞していたウォリアーズは49勝26敗を記録して再び優勝を狙えるチームとなった。ゴーラもこのシーズンはキャリアハイとなる15.0得点10.4リバウンド5.5アシストを記録し、初めてシーズン通算1000得点を達成している。しかしチーム内でのプレイメーカーとしての価値はガイ・ロジャーズの台頭により、徐々に失われていった。そしてウォリアーズが本拠地をサンフランシスコに移した1960-61シーズン中に、ニューヨーク・ニックスにトレードされることになった。
ニックスではウォリアーズ時代ほどの重要な役割は任せられず、また30歳を迎えたゴーラの成績は、次第に後退を見せていた。ニックスでは4シーズンを過ごしたが、目指したプレーオフ進出はならないまま、33歳となった1965-66シーズンを最後に引退した。
NBA通算成績は10シーズン698試合の出場で、7,871得点5,617リバウンド2,962アシスト、平均11.3得点8.0リバウンド4.2アシストだった。

## 引退後
ゴーラの母親は息子が医者になることを願っていたが、大学時代は授業とバスケットの試合が重なってしまったため、会計学に転科していた。これが引退後に活かされ、ゴーラはフィラデルフィアの市経理担当となり、また政界にも進出し、1966年にはペンシルベニア州議会議員に初当選した。1983年には市長選挙に立候補するも、当選はならなかった。2014年1月26日に死去した。

## プレースタイル・業績
マジック・ジョンソンがNBAのニュースタンダードとなる以前のスタンダードであり、198cm・93kgとマジック登場以前の最大級の司令塔だった。長身ながらボールハンドリングに長け、当時浸透し始めた片手によるジャンプシュートであらゆる場所から得点でき、有能なパサーであり、さらに強力なリバウンダーで優れたディフェンダーでもあった。そのサイズとオールラウンドな働きぶりから"マウント・オールアラウンド"の愛称で親しまれた。ニューヨーク・ヤンキースの捕手、ヨギ・ベラは「バスケットボール界のジョー・ディマジオだ」と評した。
主な業績
- NIT優勝　1952年
- NCAAトーナメント優勝　1954年
- NBAファイナル制覇　1956年
- オールスター　1960年－1964年
- オールNBA2ndチーム　1958年
- マディソン・スクエア・ガーデン殿堂
- バスケットボール殿堂

## 個人成績
| †    | NBAチャンピオン |
| 太字 | キャリアハイ    |

### レギュラーシーズン
| Season   | Team     | GP  | MPG  | FG%  | FT%  | RPG  | APG | PPG  |
| -------- | -------- | --- | ---- | ---- | ---- | ---- | --- | ---- |
| 1955–56† | PHW SFW  | 68  | 34.5 | .412 | .733 | 9.1  | 5.9 | 10.8 |
| 1957–58  | PHW SFW  | 59  | 36.0 | .415 | .746 | 10.8 | 5.5 | 13.8 |
| 1958–59  | PHW SFW  | 64  | 36.5 | .401 | .787 | 11.1 | 4.2 | 14.1 |
| 1959–60  | PHW SFW  | 75  | 38.3 | .433 | .794 | 10.4 | 5.5 | 15.0 |
| 1960–61  | PHW SFW  | 74  | 36.6 | .447 | .747 | 9.4  | 3.9 | 14.2 |
| 1961–62  | PHW SFW  | 60  | 41.0 | .421 | .765 | 9.8  | 4.9 | 13.7 |
| 1962–63  | PHW SFW  | 21  | 39.1 | .457 | .758 | 7.0  | 3.5 | 13.0 |
| 1962–63  | NYK      | 52  | 35.5 | .460 | .784 | 7.1  | 4.3 | 12.0 |
| 1963–64  | NYK      | 74  | 29.1 | .429 | .726 | 6.3  | 3.5 | 9.1  |
| 1964–65  | NYK      | 77  | 22.4 | .448 | .739 | 4.1  | 2.9 | 7.0  |
| 1965–66  | NYK      | 74  | 15.2 | .450 | .781 | 3.9  | 2.6 | 4.4  |
| Career   | Career   | 698 | 32.3 | .431 | .760 | 8.0  | 4.2 | 11.3 |
| All-Star | All-Star | 4   | 17.5 | .414 | .556 | 2.8  | 1.8 | 7.3  |

### プレーオフ
| Year   | Team   | GP | MPG  | FG%  | FT%  | RPG  | APG | PPG  |
| ------ | ------ | -- | ---- | ---- | ---- | ---- | --- | ---- |
| 1956†  | PHW    | 10 | 36.0 | .355 | .783 | 10.1 | 5.8 | 12.3 |
| 1958   | PHW    | 8  | 40.9 | .330 | .745 | 10.5 | 4.0 | 13.8 |
| 1960   | PHW    | 9  | 37.8 | .412 | .806 | 10.6 | 5.6 | 12.6 |
| 1961   | PHW    | 3  | 42.3 | .206 | .750 | 12.3 | 5.0 | 9.7  |
| 1962   | PHW    | 9  | 35.1 | .271 | .760 | 8.2  | 2.7 | 6.3  |
| Career | Career | 39 | 17.5 | .336 | .771 | 10.0 | 4.6 | 11.1 |